# ئی‌دی‌پی برزیل
ئی‌دی‌پی برزیل (انگلیسی: EDP Brasil) شرکت برق برزیلی است، که در سال ۱۹۹۶ تأسیس شد.